# Giorgio Frezzolini
Giorgio Frezzolini (Roma, 21 gennaio 1976) è un allenatore di calcio ed ex calciatore italiano, di ruolo portiere, preparatore dei portieri dell'Atalanta U23.

## Carriera

### Giocatore
Cresce nelle giovanili della Lazio e nel 1993 viene promosso in prima squadra. La società biancoceleste a novembre lo cede al Città di Cerveteri dove resta fino a fine stagione giocando pochissimo. In seguito disputa alcuni campionati di Serie C1 indossando le maglie di Carpi e Trapani. Proprio in Sicilia riesce a giocare con continuità e nella stagione successiva viene ingaggiato dalla Fidelis Andria che lo fa giocare in Serie B. Con la squadra pugliese gioca 11 partite e a novembre viene acquistato dall'Udinese, club che lo fa esordire in Serie A il 26 aprile 1998, nella partita Udinese-Roma (4-2). In quella stagione raccoglie un totale di 2 gettoni di presenza. Nel 1998 torna tra i cadetti per vestire la maglia del neopromosso Cosenza allenato da Giuliano Sonzogni, e a gennaio del 1999 cambia squadra passando al Milan come terzo portiere, vincendo comunque lo scudetto a fine campionato. Nella stagione successiva resta a Milano cambiando sponda, trasferendosi all'Inter, squadra in cui non riesce mai a scendere in campo. A fine stagione cambia ancora squadra e passa al ChievoVerona totalizzando 3 presenze in Serie B. Nel 2001 torna in Serie A per indossare la maglia del Lecce con cui timbra 4 presenze in campionato. L'anno dopo è di nuovo in Serie B, stavolta con il Venezia, mentre nel 2003 colleziona 8 presenze nella massima serie grazie all'opportunità datagli dal Chievo.
Nell'agosto del 2004, svincolato dalla squadra clivense, firma un contratto con il Modena dove gioca con continuità disputando cinque campionati di Serie B. Con la squadra raggiunge i play-off nella stagione 2005-2006. Con i gialloblù colleziona in totale 153 presenze in gare di campionato.
Lascia il club emiliano nel luglio del 2009 per trasferirsi all'Ascoli con cui continua a giocare in Serie B. Con la squadra bianconera esordisce il 9 agosto in Coppa Italia nell'incontro vinto dai marchigiani 3-1 contro il Crotone ed il 6 settembre in campionato nell'incontro vittorioso contro il Mantova.
Il 25 giugno 2010 viene annunciato il suo passaggio all'Atalanta con un contratto biennale. A Bergamo viene scelto per fare il secondo al confermato Andrea Consigli. Il 27 ottobre fa il suo esordio con la maglia nerazzurra, nella partita di Coppa Italia contro il Livorno valida per il terzo turno. Disputa le ultime due partite di campionato contro Cittadella e Grosseto contribuendo alla vittoria del campionato cadetto della squadra bergamasca. L'anno successivo, con la squadra che milita nel massimo campionato, scende in campo in quattro diverse occasioni: il 21 settembre contro il Lecce, subentrando al 34' al posto dell'infortunato Consigli, il 5 febbraio 2012 nella sfida contro il Palermo, il 6 maggio 2012 nella sconfitta casalinga per 2-0 contro la Lazio e il 13 maggio 2012 nella sconfitta per 3-1 contro la campione d'Italia Juventus. Rimane all'Atalanta in Serie A anche durante le stagioni 2012-2013 e 2013-2014, nelle quali fa da prima da terzo portiere dietro ad Andrea Consigli e Ciro Polito, poi da quarto portiere a Consigli, Sportiello e Polito ed infine nuovamente da terzo dopo la cessione al Sassuolo di Polito nel gennaio 2014. Rimane in rosa anche nella stagione 2014-2015, sempre in massima serie. Il 10 maggio 2015, all'età di 39 anni e 109 giorni, entra a partita in corso dopo l'espulsione di Avramov nella partita sul campo del Palermo.

### Allenatore
A partire dal luglio 2015 diventa preparatore dei portieri del vivaio della società bergamasca.

## Statistiche

### Presenze e reti nei club
| Stagione            | Squadra             | Campionato          | Campionato | Campionato | Coppe nazionali | Coppe nazionali | Coppe nazionali | Coppe continentali | Coppe continentali | Coppe continentali | Altre coppe | Altre coppe | Altre coppe | Totale | Totale |
| Stagione            | Squadra             | Comp                | Pres       | Reti       | Comp            | Pres            | Reti            | Comp               | Pres               | Reti               | Comp        | Pres        | Reti        | Pres   | Reti   |
| ------------------- | ------------------- | ------------------- | ---------- | ---------- | --------------- | --------------- | --------------- | ------------------ | ------------------ | ------------------ | ----------- | ----------- | ----------- | ------ | ------ |
| lug.-nov. 1993      | Lazio               | A                   | 0          | 0          | CI              | 0               | 0               | CU                 | 0                  | 0                  | -           | -           | -           | 0      | 0      |
| nov. 1993-1994      | Cerveteri           | C2                  | 3          | -5         | CI-C            | -               | -               | -                  | -                  | -                  | -           | -           | -           | 3      | -5     |
| 1994-1995           | Carpi               | C1                  | 3          | -3         | CI-C            | 0               | 0               | -                  | -                  | -                  | -           | -           | -           | 3      | -3     |
| 1995-1996           | Inter               | A                   | 0          | 0          | CI              | 0               | 0               | CU                 | 0                  | 0                  | -           | -           | -           | 0      | 0      |
| 1996-1997           | Trapani             | C1                  | 32         | -36        | CI-C            | 0               | 0               | -                  | -                  | -                  | -           | -           | -           | 32     | -36    |
| lug.-nov. 1997      | Fidelis Andria      | B                   | 11         | -18        | CI              | 2               | -6              | -                  | -                  | -                  | -           | -           | -           | 13     | -24    |
| nov. 1997-1998      | Udinese             | A                   | 2          | -3         | CI              | 0               | 0               | CU                 | 0                  | 0                  | -           | -           | -           | 2      | -3     |
| 1998-gen. 1999      | Cosenza             | B                   | 14         | -24        | CI              | 4               | -7              | -                  | -                  | -                  | -           | -           | -           | 18     | -31    |
| gen.-giu. 1999      | Milan               | A                   | 0          | 0          | CI              | -               | -               | -                  | -                  | -                  | -           | -           | -           | 0      | 0      |
| 1999-2000           | Inter               | A                   | 0          | 0          | CI              | 0               | 0               | -                  | -                  | -                  | -           | -           | -           | 0      | 0      |
| Totale Inter        | Totale Inter        | Totale Inter        | 0          | 0          |                 | 0               | 0               |                    | 0                  | 0                  |             | -           | -           | 0      | 0      |
| 2000-2001           | ChievoVerona        | B                   | 3          | -2         | CI              | 0               | 0               | -                  | -                  | -                  | -           | -           | -           | 3      | -2     |
| 2001-2002           | Lecce               | A                   | 4          | -7         | CI              | 2               | -5              | -                  | -                  | -                  | -           | -           | -           | 6      | -12    |
| 2002-2003           | Venezia             | B                   | 3          | -4         | CI              | 1               | -2              | -                  | -                  | -                  | -           | -           | -           | 4      | -6     |
| 2003-2004           | ChievoVerona        | A                   | 8          | -15        | CI              | 2               | -4              | -                  | -                  | -                  | -           | -           | -           | 10     | -19    |
| Totale ChievoVerona | Totale ChievoVerona | Totale ChievoVerona | 11         | -17        |                 | 2               | -4              |                    | -                  | -                  |             | -           | -           | 13     | -21    |
| 2004-2005           | Modena              | B                   | 36         | -31        | CI              | 0               | 0               | -                  | -                  | -                  | -           | -           | -           | 36     | -31    |
| 2005-2006           | Modena              | B                   | 41+2       | -40 + -1   | CI              | 1               | -3              | -                  | -                  | -                  | -           | -           | -           | 44     | -44    |
| 2006-2007           | Modena              | B                   | 41         | -45        | CI              | 2               | -1              | -                  | -                  | -                  | -           | -           | -           | 43     | -46    |
| 2007-2008           | Modena              | B                   | 33         | -53        | CI              | 0               | 0               | -                  | -                  | -                  | -           | -           | -           | 33     | -53    |
| 2008-2009           | Modena              | B                   | 25         | -41        | CI              | 2               | -2              | -                  | -                  | -                  | -           | -           | -           | 27     | -43    |
| Totale Modena       | Totale Modena       | Totale Modena       | 176+2      | -210 + -1  |                 | 5               | -6              |                    | -                  | -                  |             | -           | -           | 183    | -217   |
| 2009-2010           | Ascoli              | B                   | 17         | -31        | CI              | 2               | -3              | -                  | -                  | -                  | -           | -           | -           | 19     | -34    |
| 2010-2011           | Atalanta            | B                   | 2          | -3         | CI              | 1               | -1              | -                  | -                  | -                  | -           | -           | -           | 3      | -4     |
| 2011-2012           | Atalanta            | A                   | 4          | -7         | CI              | 0               | 0               | -                  | -                  | -                  | -           | -           | -           | 4      | -7     |
| 2012-2013           | Atalanta            | A                   | 0          | 0          | CI              | 0               | 0               | -                  | -                  | -                  | -           | -           | -           | 0      | 0      |
| 2013-2014           | Atalanta            | A                   | 0          | 0          | CI              | 0               | 0               | -                  | -                  | -                  | -           | -           | -           | 0      | 0      |
| 2014-2015           | Atalanta            | A                   | 1          | -1         | CI              | 0               | 0               | -                  | -                  | -                  | -           | -           | -           | 1      | -1     |
| Totale Atalanta     | Totale Atalanta     | Totale Atalanta     | 7          | -11        |                 | 1               | -1              |                    | -                  | -                  |             | -           | -           | 8      | -12    |
| Totale carriera     | Totale carriera     | Totale carriera     | 284+2      | -371 + -1  |                 | 19              | -34             |                    | 0                  | 0                  |             | -           | -           | 305    | -406   |

## Palmarès

### Giocatore
- Campionato italiano: 1

Milan: 1998-1999
- Campionato italiano di Serie B: 1

Atalanta: 2010-2011